# Nupshamrane
Die Nupshamrane (norwegisch für Hochgipfel) sind eine Gruppe von Berggipfeln im ostantarktischen Königin-Maud-Land. Sie ragen unmittelbar östlich der Klumpane auf der Westseite des Ahlmannryggen auf.
Norwegische Kartographen, die der Gruppe auch ihren Namen gaben, kartierten sie anhand von Vermessungen und Luftaufnahmen der Norwegisch-Britisch-Schwedischen Antarktisexpedition (1949–1952).